# Avenay-Val-d'Or
Avenay-Val-d'Or è un comune francese di 935 abitanti situato nel dipartimento della Marna nella regione del Grand Est.

## Monumenti e luoghi di interesse
- Abbazia Saint-Pierre d'Avenay

## Società

### Evoluzione demografica
Abitanti censiti